# الحزب النقابي الريفي الحضري في بيرو
الحزب النقابي الريفي الحضري في بيرو (بالإسبانية: Partido Sindicalista Rural Urbano del Perú) كان حزباً سياسياً في بيرو. أسسه خورخي باداني عام 1939.